# Pulsationsdämpfer
Pulsationsdämpfer werden in Pumpenanlagen eingesetzt, um die Pulsationen diskontinuierlich fördernder Pumpen, z. B. Hubkolbenpumpen und Membranpumpen, auszugleichen und eine gleichbleibende Fördergeschwindigkeit und -menge zu erreichen; aufgrund ihres Wirkprinzips können nämlich diskontinuierlich fördernde Pumpen, anders als z. B. Kreiselpumpen, keinen gleichmäßigen Förderstrom erzeugen. 

## Funktion
Innerhalb eines Behälters befindet sich eine Membran, die ein Gasvolumen (z. B. Luft oder Stickstoff) vom Fördermedium trennt. Während eines Pumpstoßes wird ein Teil des Fördermediums vom Pulsationsdämpfer aufgenommen und die Gasblase im Pulsationsdämpfer komprimiert. Geht der von der Pumpe geförderte Volumenstrom zurück, so dehnt sich die Gasblase wieder aus und es wird Medium in das angeschlossene System zurückgegeben.

## Vorteile
- Druckstöße und somit mechanische Beanspruchungen werden in angeschlossenen Anlagenteilen verringert bzw. vermieden.
- Die Beanspruchung der Pumpe wird verringert.
- Die Schallemission z. B. von Dosieranlagen wird verringert.